# Simone Tiberti
Simone Tiberti (Brescia, 13 settembre 1980) è un pallavolista italiano, palleggiatore dell'Atlantide Brescia.

## Carriera

### Club
La carriera di Simone Tiberti inizia nelle giovanili del Brescia con il quale debutta in Serie B1 nella stagione 2000-01 ottenendo la vittoria nella Coppa Italia di Serie B e la promozione in Serie A2.
Dopo il debutto in Serie cadetta con la squadra lombarda, rimane in serie cadetta anche nelle stagioni successive vestendo le maglie di Adriavolley, con la quale conquista la promozione in Serie A1, e Reima Crema. Nell'annata 2004-05 difende i colori della Lupi Santa Croce con cui vince la Coppa Italia di Serie A2 e conquista una nuova promozione in Serie A1. Rimane, tuttavia, ancora in Serie A2 per un altro anno, trasferendosi in Toscana, per vestire la maglia dell'Arezzo.
Nella stagione 2006-07 debutta in Serie A1, ingaggiato dalla Gabeca con la quale rimane legato tre annate, dopo le quali ritorna in Serie A2, vestendo per altre tre annate la maglia del Padova, che guida alla promozione in Serie A1 al termine del campionato 2010-11, e dall'annata 2012-13 quella del Milano ottenendo un'ulteriore promozione nella massima serie al termine della stagione 2013-14.
Nella stagione 2015-16 si accasa all'Atlantide Brescia, nuovamente in serie cadetta, con la quale sfiora in più occasioni la promozione in Superlega e vince due edizioni consecutive della Coppa Italia di Serie A2 e una Supercoppa italiana di categoria.

### Nazionale
Con la nazionale italiana partecipa all'Universiade 2005 conquistando il bronzo, mentre nel 2009 è di scena ai Giochi del mediterraneo di Pescara, che conclude al 1º posto.

## Palmarès

### Club
- Coppa Italia di Serie A2: 2

2023-24, 2024-25
- Supercoppa italiana di Serie A2: 1

2024

### Nazionale (competizioni minori)
- Universiade 2005
- Giochi del mediterraneo 2009

### Premi individuali
- 2007 - Serie A1: Miglior servizio[12]
- 2024 - Coppa Italia di Serie A2: MVP